# Henri Fontaine (missionnaire et géologue)
Pour les articles homonymes, voir Henri Fontaine (homonymie) et Fontaine.
Henri Fontaine, né le 20 juillet 1924 à Saint-Fraimbault dans l'Orne et mort le 31 janvier 2020 à L'Haÿ-les-Roses, est un missionnaire catholique français. Il est également géologue-paléontologue du pré-tertiaire, spécialiste des coraux paléozoïques et archéologue.

## Biographie
Après avoir été admis aux Missions étrangères, il est ordonné prêtre en 1948 et envoyé à Hanoï (Viêt Nam) en 1951. Il y est nommé professeur au Petit Séminaire et en même temps il commence à étudier les coraux fossiles  du Dévonien de l’Indochine et du Yunnan. Quand le Viêt Nam a été divisé en deux en 1954, il s'établit à Saïgon.

### 1954-1975
Quand il arrive à Saigon, en géologie, il n’y a ni service géologique ni géologues. À la demande du Gouvernement de la République du Viêt Nam, il fonde et supervise le Service géologique, puis entame les études des calcaires et du charbon en vue de développer une cimenterie et une mine de charbon. Il mène également la recherche des sables silicieux très purss pour les verreries et des sources minérales  pour l’eau potable et médicinale. L'eau minérale de la source de Dangun (Province de Binh Thuân) a été exploitée et mise en bouteille sous la marque de Laska et dont l'étiquette portant son nom comme le découvreur.
Il relance la publication de l’unique revue annuelle en géologie Archives géologiques du Viêt Nam, dont le premier numéro a paru à Hanoï en 1952 sous la direction d’Edmond Saurin, le dernier chef du Service géologique de l'Indochine. Depuis cette année jusqu’en 1975, 16 autres numéros ont vu le jour sous sa responsabilité.
Début 1960, après avoir obtenu son doctorat ès sciences à l’université de Paris (Sorbonne, France), il est officiellement nommé expert-géologue auprès du Service géologique par le Service de coopération culturelle et technique (Direction générale des relations culturelles scientifiques et techniques, ministère des Affaires étrangères de France) auquel il est attaché jusqu’en 1976.
Il fonde le département de géologie de l’université de Hué (ancienne capitale impériale) et soutient des étudiants postuniversitaires à la Faculté des sciences de Saïgon.
Ses recherches permettent d’améliorer des cartes géologiques 1/2 000 000 de l’ancienne Indochine, de mieux connaître la géologie des régions côtières ,, des îles du Golfe de Thaïlande ,,, de la formation des alluvions du Quaternaire ancien au nord-ouest de Saigon….Il contribue également à élaborer des avant-projets de barrages sur plusieurs fleuves dont La Nga, Dông Nai, à explorer des minéraux lourds dans les dunes de sable de la côte est, et de la bauxite sur les plateaux des terres rouges.
En faisant la géologie sur le terrain, il découvre le site préhistorique de Phuoc Tân (sur la route de Bà Ria) et en étudie d'autres (Ngai Thang, Cù Lao Rùa…) ,. En même temps, il s'intéresse aussi à l'archéologie. En 1971, avec Hoang Thi Than, ils découvrent et fouillent des jarres funéraires à Phu Hoà (province de Dông Nai),. Il étudie également d'autres sites : Dâu Giây , Phan Thiet ). Les sites de Phu Hoà et de Hoà Vinh appartiennent à la Culture de Sa Huynh .
Fin 1975, quelques mois après l’installation du régime communiste dans le Sud, il rentre en France.

### 1976-1977
Il rejoint l’Institut catholique de Paris et poursuit sa recherche.

### 1978-2013
Fin 1978, il est officiellement nommé expert de coopération auprès du CCOP (Coordinating Committee for Coastal and Offshore Geoscience Programmes in East and Southeast Asia) qui est basé à Bangkok (Thaïlande ) et patronné jusqu'en 1991 par les Nations unies, financé depuis par les pays membres et par les pays coopérants. Depuis 1973, le CCOP conduit un projet de recherche intitulé « Les Potentiels du Pétrole pré-tertiaire de la Région du CCOP » (Pre-Tertiary Petroleum Potentials in the CCOP Region) avec le soutien du gouvernement français qui met à sa disposition des experts en géologie et paléontologie du pré-tertiaire. Fin 1978, Père Fontaine prend donc le relais d’un autre géologue français, André Bonnet, et consacre chaque année plusieurs mois en Asie.
Suivant des programmes prédéfinis, il réalise de multiples missions sur le terrain, accompagné des géologues des pays membres du CCOP (Cambodge, Chine, Corée, Indonésie, Malaisie, Philippines, Thaïlande). Plusieurs milliers d’échantillons sont récoltés. À partir desquels, des lames minces ont été préparées au début en France (au Muséum national d'histoire naturelle) et plus tard en Thaïlande. Elles ont été étudiées en France avec la coopération de ses collègues français. Il écrit lui-même une large majorité de ses articles.
Ses recherches permettent de découvrir et de fournir de nouvelles données sur la stratigraphie, la paléontologie et la paléogéographie du Sud-Est Asiatique. Les roches du Carbonifère ont été déterminées pour la première fois à différentes localités dans l’est, nord-est, nord-ouest et au centre de la Thaïlande, à quelques endroits en Malaisie et en Indonésie (Sumatra). Le Permien a été étudié avec plus de détails dans ces pays et aux Philippines. Le Trias, quant à lui, a été identifié à la place du Permien à plusieurs localités en Thaïlande et en Malaisie. La présence du Jurassique marin dans l’ouest de la Thaïlande qui était pratiquement inconnue, a été mise en évidence par la découverte des fossiles.
Atteint par limite d’âge dans les années 1980, il poursuit sa recherche sur le terrain, à titre bénévole, avec le soutien des Services géologiques nationaux et des géologues des pays de l’Asie du Sud-Est, tout en gardant des contacts avec le CCOP.
En 2013, à l’orée de ses 90 ans, il effectue sa dernière tournée géologique sur le terrain en Thaïlande avec des géologues thaï.

### 2014-2020
Il continue son travail de recherche, à un rythme moins soutenu, et affectionne l’analyse de sa longue liste de publications qui devrait atteindre trois cents articles répartis dans plusieurs revues scientifiques en Asie et en Europe.
Il meurt le 31 janvier 2020 à l’Haÿ-les-Roses, près de Paris.

## Publications
- 1980 - Edmond Saurin (1904-1977), Asian Perspectives, 23 (1): 1-8, Honolulu lire en ligne
- 1980 - On the extent of the Sa Huynh Culture in continental Southeast Asia. Asian Perspectives, 23(1): 67-69. Honolulu lire en ligne
- 1988 - The first conference on the geology of Indochina: Ho Chi Minh City, 5–7 décembre 1986. Journ. Southeast Asian Earth Sc., 2 (1): 43. Oxford lire en ligne
- 2002 - Permian of Southeast Asia: an overview. Journ. Asian Earth Sci., 20 (6): 567 – 588 lire en ligne